# Pace di Seghedino
Il trattato di Adrianopoli e la pace di Seghedino furono le due metà di un trattato di pace tra il sultano Murad II dell'Impero ottomano ed il re Ladislao del Regno d'Ungheria. Il despota Đurađ Branković del Despotato di Serbia faceva parte del processo. Il trattato pose fine alla crociata cristiana contro gli ottomani con guadagni significativi. Entro un mese Ladislao abiurò il suo giuramento su sollecitazione del papato e la crociata continuò. Il 10 novembre 1444 si concluse con un disastro nella battaglia di Varna, dove i crociati furono spazzati via e Ladislao venne ucciso.
Il trattato fu avviato a Adrianopoli con le discussioni tra Murad e l'ambasciatore di Ladislao, e in pochi giorni, fu inviato a Seghedino con l'ambasciatore di Murad, per essere finalizzato e ratificato da Ladislao. Una volta arrivato, le complicazioni fecero sì che i negoziati continuassero per molti altri giorni. I giuramenti alla fine furono pronunciati a Várad e la ratifica avvenne il 15 agosto 1444.

## Storia

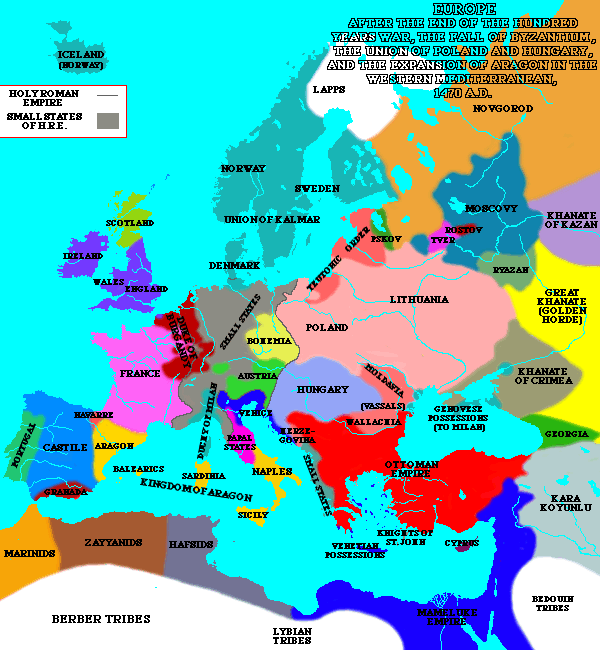
L'Europa nel 1470 diversi decenni dopo la pace di Seghedino.

La crociata di Varna iniziò ufficialmente il 1º gennaio 1443, con una bolla crociata emanata da Papa Eugenio IV. Tuttavia i combattimenti non iniziarono come previsto. Gli eserciti ungherese e del Beilicato turco di Karaman avrebbero dovuto attaccare simultaneamente l'Impero ottomano. Nella primavera del 1443, prima che gli ungheresi fossero pronti, i Karamanidi attaccarono gli ottomani e furono devastati dall'esercito al completo del sultano Murad II.
Il re Ladislao, a guida dell'esercito ungherese e che era salito al trono tre anni prima in circostanze controverse, il generale ungherese Giovanni Hunyadi ed il despota serbo Đurađ Branković, attaccarono a metà ottobre. Vinsero i primi incontri e costrinsero Kasim Pasha di Rumelia e il suo co-comandante Turakhan Bey ad abbandonare il loro campo e a fuggire a Sofia, in Bulgaria, per avvertire Murad dell'invasione. Bruciarono tutti i villaggi nel loro percorso di ritirata con la strategia della terra bruciata. Quando arrivarono a Sofia, consigliarono al Sultano di bruciare la città e di ritirarsi sui passi di montagna e oltre, dove l'esercito più piccolo ottomano non sarebbe stato così svantaggiato. Poco dopo, si fece sentire un freddo pungente.
L'incontro successivo, al passo di Zlatitsa, poco prima del Natale del 1443, fu infatti combattuto sulla neve e gli ungheresi furono sconfitti. Mentre a loro volta si ritiravano, tennero un'imboscata e sconfissero una forza inseguitrice nella battaglia di Kunovica, dove fu fatto prigioniero Mahmud Bey, cognato del Sultano e fratello del Gran Visir Çandarlı Halil Pasha. Ciò diede agli ungheresi l'illusione di una vittoria complessiva cristiana, e tornarono trionfanti. Il re e la chiesa diedero le istruzioni per diffondere la notizia delle vittorie, contraddicendo chiunque menzionasse sulle sconfitte. Murad, nel frattempo, tornò furente per l'inaffidabilità delle sue forze e imprigionò Turakhan, incolpandolo per le battute d'arresto dell'esercito e della cattura di Mahmud Bey.

### Negoziati iniziali

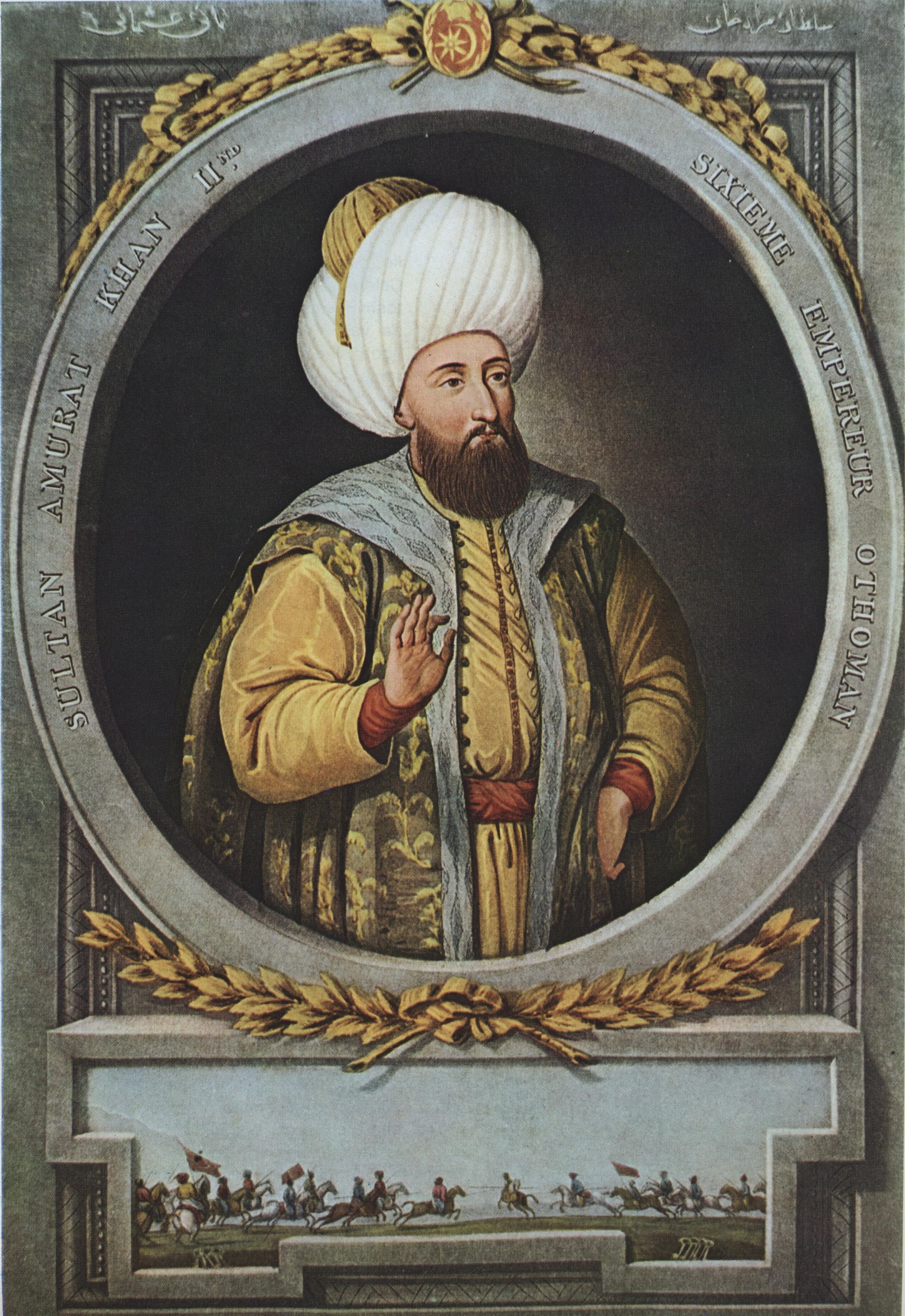
Sultano Murad II

Si ritiene che Murad volesse porre fine alla guerra. La sorella lo pregò per ottenere il rilascio del marito e sua moglie Mara, figlia di Đurađ Branković, fece ulteriori pressioni. Il 6 marzo 1444 Mara inviò un inviato a Branković; la loro discussione avviò i negoziati di pace con l'Impero Ottomano.
Il 24 aprile 1444 Ladislao inviò una lettera a Murad, affermando che il suo ambasciatore, Stojka Gisdanić, si stava recando ad Adrianopoli con pieni poteri per negoziare a suo nome. Chiese che, una volta raggiunto un accordo, Murad avrebbe dovuto inviare i suoi ambasciatori con il trattato e il suo giuramento in Ungheria, in modo tale che a quel punto anche Ladislao avrebbe potuto giurare la pace. Lo stesso giorno Ladislao seguì una dieta a Buda, dove giurò davanti al cardinale Giuliano Cesarini di guidare una nuova spedizione contro gli ottomani in estate.

## Adrianopoli
I primi negoziati portarono al rilascio di Mahmud Bey, che arrivò ad Adrianopoli all'inizio di giugno 1444. L'ambasciatore di Ladislao, Stojka Gisdanić, arrivò subito dopo, insieme al rappresentante di Hunyadi Vitislav, e due rappresentanti di Branković, come richiesto da una legge firmata da re Alberto. Per volere di Papa Eugenio IV, era presente anche Ciriaco Pizzicolli per monitorare l'andamento dei piani crociati.
Durante i negoziati il punto più controverso era il possesso delle fortezze danubiane, in particolare Golubac e Smederevo, che gli ottomani desideravano mantenere. Tuttavia, il 12 giugno 1444, dopo tre giorni di discussioni, il trattato fu completato in fretta perché Ibrahim II del Beilicato di Karaman aveva invaso le terre di Murad in Anatolia.

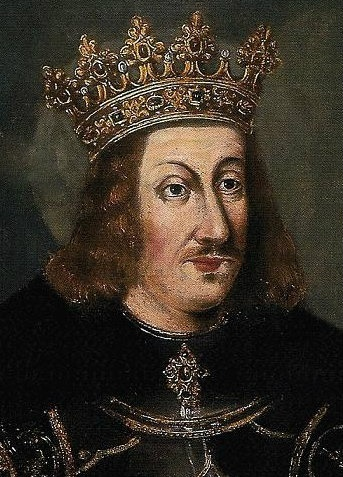
Ladislao, re di Polonia ed Ungheria.

I termini finali stabilirono che Murad avrebbe restituito 24 città serbe, comprese le grandi fortezze di Golubac e Smederevo, all'esiliato Branković. Murad fu anche obbligato a rilasciare i due figli accecati di Branković, Grgur e Stefan. Il restaurato Despotato di Serbia, che divenne stato vassallo ottomano, ebbe il dovere di pagare le tasse e di offrire gli aiuti militari. Fu stabilita una tregua di dieci anni con l'Ungheria e Vlad II Dracul, Voivoda di Valacchia, non fu più obbligato a frequentare la corte di Murad, sebbene fosse ancora tenuto a rendergli omaggio. Una volta giurato di osservare il trattato, Murad venne inviato in Ungheria con Baltaoğlu Süleyman e un greco, Vranas, per la ratifica da Ladislao, Hunyadi e Branković.

## Politica interventista
Nonostante i negoziati sul trattato, la pianificazione della crociata contro gli ottomani continuò. Si presume generalmente che Ladislao conoscesse i risultati dei negoziati ad Adrianopoli all'inizio di luglio. Eppure il 2 luglio 1444, su sollecitazione del cardinale Cesarini, Ladislao rassicurò i suoi alleati della sua intenzione di guidare la crociata dichiarando che si sarebbe diretto a Várad il 15 luglio per radunare un esercito.
Una crociata avrebbe aggiunto legittimità alla pretesa al trono di Ladislao, e la fazione polacca voleva in particolare verificare il suo diritto a governare al di sopra del figlio di tre anni, legittimo re d'Ungheria. Fu anche costretto dal persuasivo Cesarini, che credeva con fervore alla crociata. Quando il re fece la sua dichiarazione, la notizia dei negoziati di pace si era diffusa, provocando ulteriori pressioni da parte dei pro-crociati, tra cui il despota Costantino Dragasi, favorevole alla rinuncia al trattato. Nel frattempo, in Polonia c'era la guerra civile e una fazione chiese che tornasse per porvi fine. Le perdite durante l'inverno precedente andavano contro la continuazione della guerra.
Ladislao non fu l'unico a essere costretto. Una lettera scritta da Ciriaco Pizzicolli il 24 giugno 1444 supplicava Hunyadi di ignorare la pace, affermando che i turchi erano terrorizzati "e che preparavano il loro esercito alla ritirata piuttosto che alla battaglia". Continuò, spiegando, che il trattato avrebbe permesso a Murad "di vendicare la sconfitta che [Hunyadi] gli inflisse nel recente passato" e che l'Ungheria e le altre nazioni cristiane avrebbe dovuto invadere la Tracia dopo"[dichiarando] una guerra degna della religione cristiana".

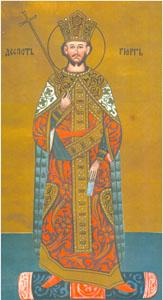
Đurađ Branković, despota di Serbia

Branković aveva un interesse molto più grande per il trattato di pace in corso e sollecitò il sostegno di Hunyadi. L'aspettativa era che la Serbia sarebbe stata restituita a Branković dopo la ratifica del trattato, e come tale, cercò di corrompere Hunyadi promettendogli la terra che deteneva in Ungheria. Il 3 luglio 1444 la signoria di Világosvár fu trasferita, definitivamente, a Hunyadi. Nello stesso periodo, come ulteriore sicurezza, furono trasferite anche le proprietà di Mukačevo, Baia Mare, Satu Mare, Debrecen e Böszörmény, e Hunyadi divenne il più grande proprietario terriero del Regno.
Poco dopo la dichiarazione di Ladislao, più o meno nello stesso periodo in cui scriveva la lettera a Hunyadi, Ciriaco passò la notizia al Papa, che a sua volta informò Cesarini. Cesarini, nel frattempo, aveva puntato la sua carriera sulla crociata, un prodotto del suo sostegno al Papa contro il Concilio di Basilea, che aveva abbandonato alla fine degli anni '30 del trecento. Gli restava quindi la necessità di trovare una soluzione soddisfacente per entrambe le parti.

## Seghedino
All'inizio di agosto, gli ambasciatori ottomani Baltaoğlu e Vranas arrivarono a Seghedino. Il 4 agosto 1444, il cardinale Cesarini attuò la soluzione che aveva creato per il re. Con la presenza di Hunyadi, dei baroni e dei prelati del Regno d'Ungheria, Ladislao accettò solennemente di "abiurare qualsiasi trattato, presente o futuro, che aveva fatto o che doveva concludere con il Sultano". Cesarini aveva accuratamente formulato la dichiarazione in modo che i negoziati potessero continuare e il trattato potesse ancora essere ratificato per giuramento, senza rimuovere la possibilità di una crociata o infrangere i termini del trattato perché il giuramento era stato invalidato ancor prima che fosse pronunciato.
Nonostante la soluzione di Cesarini, la trattativa durò dieci giorni. La versione finale del trattato ristabilì la Serbia come stato cuscinetto stabilendo la sua restituzione a Branković, così come il ritorno dell'Albania e di tutti gli altri territori conquistati, comprese 24 fortezze in Ungheria. Gli Ottomani dovettero anche pagare un'indennità di 100.000 fiorini d'oro e liberare i due figli di Branković. L'Ungheria, nel frattempo, acconsentì a non attaccare la Bulgaria né ad attraversare il Danubio e fu stabilita una tregua di 10 anni. Si sospetta anche che Branković, che ottenne il massimo dal trattato, abbia concluso le sue trattative private con Baltaoğlu, anche se i risultati rimangono sconosciuti. Il 15 agosto 1444, il trattato fu ratificato a Várad con i giuramenti di Hunyadi, sia per se stesso che "per conto del re stesso e di tutto il popolo d'Ungheria", e Branković.

## Conseguenze
Il 22 agosto 1444, una settimana dopo la conclusione dei negoziati, Branković riprese la Serbia. Durante quella settimana, Ladislao offrì anche il trono di Bulgaria a Hunyadi. Entro la metà di settembre, tutti i trasferimenti, sia quelli decretati dal trattato che quelli dai negoziati di fondo, furono completati, consentendo alla crociata di diventare l'obiettivo principale dell'Ungheria.

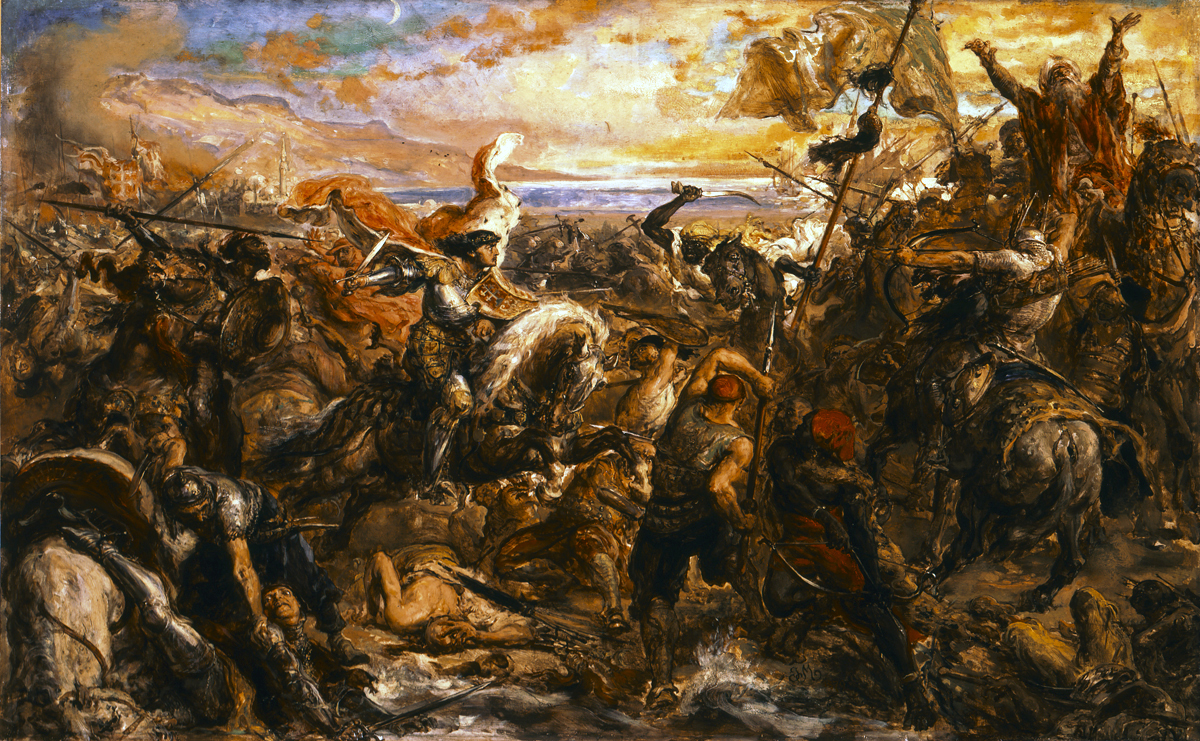
Re Ladislao nella battaglia di Varna.

L'Impero Ottomano, nel frattempo, non aveva sentito parlare dell'invalidazione del trattato da parte di Cesarini. Alla fine dell'agosto 1444, i Karamanidi furono sottomessi, lasciando a Murad l'impressione che i suoi confini fossero sicuri. Si aspettava che i termini favorevoli concessi sia nella pace di Seghedino che nell'accordo con Ibrahim II di Karaman avrebbero dato una pace duratura. Poco dopo la sottomissione dei Karamanidi, quindi, Murad abdicò a favore di Mehmed II, suo figlio di dodici anni, con l'intenzione di godersi un tranquillo ritiro.
La speranza di Murad non fu soddisfatta. Alla fine di settembre i preparativi dell'Ungheria per la crociata erano stati completati e quelli dei loro alleati erano ben avviati. Molti territori marginali ottomani precedentemente indipendenti iniziarono a reclamare la loro terra e il 20 settembre 1444 l'esercito ungherese iniziò a marciare a sud di Seghedino. La marcia andò bene per gli ungheresi, spingendo gli ottomani a richiamare Murad. Il 10 novembre 1444, i due eserciti si scontrarono nella battaglia di Varna, dove gli ottomani combattevano sotto lo stendardo di Murad con il trattato infranto inchiodato ad esso. I crociati furono in conclusione sconfitti e Ladislao venne ucciso. L'Ungheria ricadde nella guerra civile e la rimozione della minaccia al fronte balcanico permise agli ottomani di concentrare le forze per la conquista di Costantinopoli (Istanbul) nel 1453.